# Cerbera
Cerbera es un género de 6 especies de pequeños árboles o arbustos perennes nativo de las regiones tropicales de Asia, Australia, Madagascar, y las Seychelles, y las islas del Océano Pacífico.

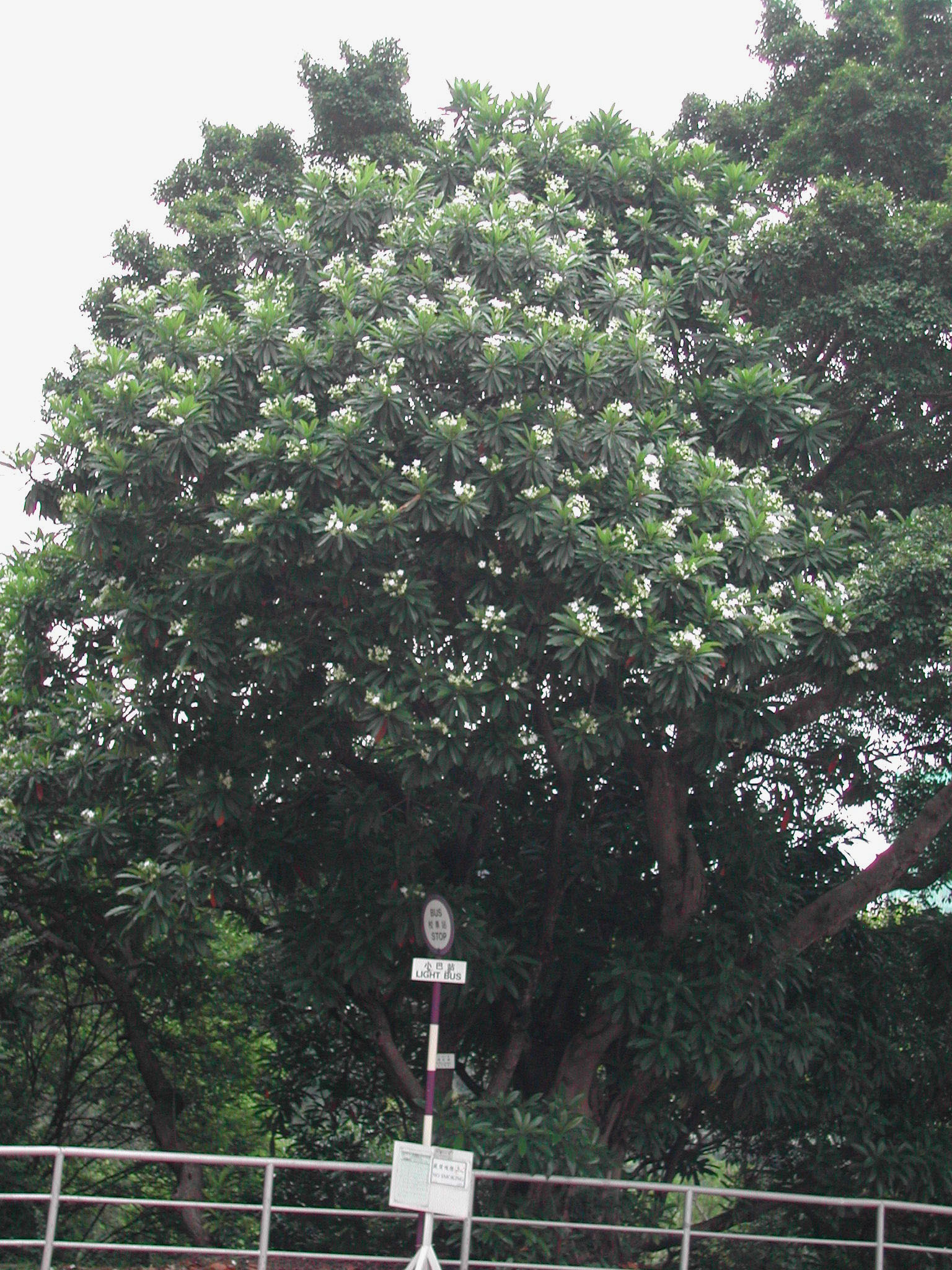
Cerbera manghas en Hong Kong

## Descripción
Tres árboles del género son mangles, Cerbera floribunda, Cerbera manghas y Cerbera odollam.
Las hojas son alternas. La corola tubular es simétrica.Todos los árboles contienen látex blanco. Los frutos son drupas. 
Nunca debe usarse la madera de  Cerbera para encender fuego. Aún su humo puede causar envenenamiento. 

## Taxonomía
El género fue descrito por Carlos Linneo y publicado en Species Plantarum 1: 208. 1753.
Etimología
Cerbera: nombre genérico que es nombrado en honor de Cerberus porque todas sus partes son venenosas: contiene  cerberin, un glicósido cardiaco, una sustancia que bloquea los impulsos eléctricos en el cuerpo (incluidos los del corazón). 

## Especies aceptadas
A continuación se brinda un listado de las especies del género Cerbera aceptadas hasta octubre de 2013, ordenadas alfabéticamente. Para cada una se indica el nombre binomial seguido del autor, abreviado según las convenciones y usos. 
- Cerbera dumicola P.I.Forst.
- Cerbera floribunda K.Schum.
- Cerbera inflata S.T.Blake
- Cerbera laeta Leeuwenb.
- Cerbera manghas L.
- Cerbera odollam Gaertn.